# Spancevți, Montana
Spancevți (în bulgară Спанчевци) este un sat în comuna Vărșeț, regiunea Montana,  Bulgaria. 

## Demografie
Componența etnică a satului Spancevți
     Bulgari (90,68%)
     Nicio identificare (9,31%)
     Altele (0%)
La recensământul din 2011, populația satului Spancevți era de 365 locuitori. Din punct de vedere etnic, majoritatea locuitorilor (90,68%) erau bulgari. Pentru 9,31% din locuitori nu este cunoscută apartenența etnică.